# Robecco d'Oglio
Robecco d'Oglio är en ort och kommun i provinsen Cremona i regionen Lombardiet i Italien. Kommunen hade 2 332 invånare (2018).